# Обор (Француска)
Обор (фр. Aubord) насеље је и општина у јужној Француској у региону Лангдок-Русијон, у департману Гар која припада префектури Ним.
По подацима из 2011. године у општини је живело 2385 становника, а густина насељености је износила 253,18 становника/km². Општина се простире на површини од 9,42 km². Налази се на средњој надморској висини од 14 метара (максималној 64 m, а минималној 17 m).

## Демографија
| 1962. | 1968. | 1975. | 1982. | 1990. | 1999. | 2011. |
| ----- | ----- | ----- | ----- | ----- | ----- | ----- |
| 249   | 292   | 483   | 791   | 1.607 | 1.910 | 2.385 |

График промене броја становника у току последњих година